# Винтерштайн, Эдуард фон
Эдуа́рд фон Ви́нтерштайн (нем. Eduard von Winterstein, настоящее имя барон Эдуа́рд Кле́менс Франц фон Вангенха́йм (нем. Eduard Clemens Franz Freiherr von Wangenheim); 1 августа 1871, Вена, Австро-Венгрия, ныне Австрия — 22 июля 1961, Берлин, Германия) — немецкий актёр театра и кино. Член Академии искусств ГДР.

## Биография
С 1903 года выступал в театрах под художественным руководством Макса Рейнхардта. С 1945 года — в берлинском Немецком театре. В кино дебютировал в 1910 году («Сумурун»). Начинал как характерный актёр: граф Дюбарри («Мадам Дюбарри»), Вальтер Фюрст («Вильгельм Телль») и других. В годы фашистской диктатуры был востребован не меньше, чем во времена немого кинематографа, перейдя на возрастные роли. После Второй мировой войны — в штате киностудии ДЕФА. Автор двухтомных мемуаров.
Был женат на актрисе Хедвиге Паули-Винтерштайн (1866—1965). Его сын Густав фон Вангенхайм от актрисы Минны Мегерс, как и внук Фридель фон Вангенхайм, стали актёрами.
Имя актёра носит Театр имени Эдуарда фон Винтерштайна.

## Избранная фильмография

### Актёр
- 1910 — Сумурун / Sumurûn — старый шейх
- 1914 — / Schuldig
- 1914 — / Das Fischermädchen von Manholm
- 1915 — / Märtyrerin der Liebe — профессор Александер Фрай
- 1915 — / Zofia — Kriegs-Irrfahrten eines Kindes
- 1916 — / Werner Krafft
- 1916 — / Felsenfest
- 1916 — / Siri
- 1917 — Закоренелая кокетка / Die Erzkokette
- 1917 — / Die Claudi vom Geiserhof
- 1917 — / Die Faust des Riesen — Дитер фон Браке
- 1918 — Пиковая дама / Pique Dame — Павел Домский
- 1918 — Кольцо трёх желаний / Der Ring der drei Wünsche
- 1918 — / Das Schicksal der Margarete Holberg (к/м)
- 1918 — Живой труп / Der lebende Leichnam
- 1919 — / Erborgtes Glück
- 1919 — Нервы / Nerven — Fabrikbesitzer Roloff
- 1919 — / Blondes Gift
- 1919 — Проституция. Часть 2: Продажа / Die Prostitution, 2. Teil — Die sich verkaufen
- 1919 — / Das stille Weh
- 1919 — Мадам Дюбарри / Madame DuBarry — граф Жан Дюбарри
- 1919 — / Ut mine stromtid
- 1919 — / Die Hexe von Norderoog
- 1919 — / Hiob — Hiob
- 1919 — Блуждающие огни / Irrlicht
- 1919 — Опиум / Opium — профессор Гезеллиус
- 1919 — Сандомирский монастырь / Das Kloster von Sendomir
- 1920 — / Der Reigen — Ein Werdegang — Альберт Петерс
- 1920 — Женитьба Фигаро / Figaros Hochzeit — граф Альмавива
- 1920 — Мученик / Das Martyrium — Der Gatte, аристократ
- 1920 — Президент Баррага / Präsident Barrada
- 1920 — Жёлтая смерть / Der gelbe Tod, 1. Teil — полицмейстер Карпушкин
- 1920 — / Eine Frauenschönheit unter dem Seziermesser — профессор Свенстон
- 1920 — Танцовщица Марион / Die Tänzerin Marion
- 1920 — Дамское счастье / Die Bestie im Menschen
- 1921 — Гамлет / Hamlet — Клавдий
- 1921 — Леди Годива / Lady Godiva — герцог
- 1921 — Дантон / Danton — генерал Вестерман
- 1921 — / Aus dem Schwarzbuch eines Polizeikommissars, 1. Teil — Loge Nr. 11
- 1921 — Дьявол и Цирцея / Teufel und Circe
- 1921 — Краса жизни / Uroda życia — генерал Поленов, отец Татьяны (Польша)
- 1921 — Усталая смерть / Der müde Tod — халиф
- 1921 — Приключения в Монте-Карло / Die Abenteuerin von Monte Carlo — 1. Die Geliebte des Schahs — Rimay
- 1921 — Приключения в Монте-Карло / Die Abenteuerin von Monte Carlo — 2. Marokkanische Nächte — Rimay
- 1921 — Приключения в Монте-Карло / Die Abenteuerin von Monte Carlo — 3. Der Mordprozeß Stanley
- 1921 — Мадлен / Madeleine
- 1921 — / Aus dem Schwarzbuch eines Polizeikommissars, 2. Teil: Verbrechen aus Leidenschaft
- 1922 — Король Фридрих / Fridericus Rex — 1. Teil: Sturm und Drang — Leopold Fürst von Anhalt-Dessau
- 1922 — Горящая пашня / Der Brennende Acker — Graf Rudenburg / Count Rudenburg
- 1922 — Диадема царицы / Das Diadem der Zarin
- 1922 — Двоежёнство / Bigamie
- 1922 — Лжедмитрий / Der falsche Dimitri — Бельский, Богдан Яковлевич|Бельский
- 1922 — / Die vom Zirkus
- 1923 — Сокровище Гезины Якобсен / Der Schatz der Gesine Jakobsen — доктор Хольгерсен
- 1923 — / Der Menschenfeind
- 1923 — Всемогущий доллар / Der allmächtige Dollar
- 1923 — Вильгельм Телль / Wilhelm Tell — Вальтер Фюрст
- 1924 — / Garragan
- 1924 — Клер / Claire
- 1924 — Гильотина / Guillotine
- 1924 — Мать и сын / Mutter und Sohn
- 1925 — Валленштейн / Wallenstein, 1. Teil — Wallensteins Macht — Terzky
- 1925 — Судьба / Schicksal — министр фон Глайн
- 1925 — Гёц фон Берлихинген / Götz von Berlichingen zubenannt mit der eisernen Hand
- 1925 — / Volk in Not — генерал Самсонов
- 1926 — / Die Gesunkenen — Untersuchungsrichter
- 1926 — Дом лжи / Das Haus der Lüge — доктор Хеллинг
- 1926 — Мельница Сан-Суси / Die Mühle von Sanssouci — Леопольд Дессауэр, генерал
- 1926 — / Die Försterchristel — Förster Lange
- 1926 — / Frauen der Leidenschaft
- 1926 — Федора / Fedora
- 1926 — / Der gute Ruf
- 1926 — / Der Herr des Todes — полковник фон Херсдорфф
- 1926 — / Gern hab' ich die Frauen geküßt — Франц Хартвиг, управляющий замком
- 1926 — Королевский указ / Des Königs Befehl
- 1927 — / Das war in Heidelberg in blauer Sommernacht — Gutsbesitzer Wagner
- 1927 — / Lützows wilde verwegene Jagd — Блюхер
- 1927 — / Tragödie einer Ehe
- 1927 — / Das rosa Pantöffelchen — Oberförster
- 1927 — Принц Луи Фердинанд / Prinz Louis Ferdinand — Шарнхорст
- 1927 — / Stolzenfels am Rhein — Маттиас Зебальт
- 1927 — / Da hält die Welt den Atem an — Kriminalkommissar
- 1927 — / Ein Tag der Rosen im August… — майор фон Рудов
- 1928 — / Der geheimnisvolle Spiegel — управляющий замком
- 1929 — Семнадцатилетняя / Die Siebzehnjährigen — Эрик Сёренсен
- 1929 — Наполеон на острове Святой Елены / Napoleon auf St. Helena — генерал Блюхер
- 1930 — Голубой ангел / Der blaue Engel — директор школы
- 1930 — Другой / Der Andere — доктор Кёлер
- 1930 — / Rosenmontag — полковник фон Фризе
- 1930 — Любимец богов / Liebling der Götter — доктор Марберг
- 1930 — / Er oder ich — R.A. Wilken — Schiffsreeder
- 1931 — / Der Weg nach Rio — Polizeikommissär
- 1931 — / Arme, kleine Eva — директор Бергеман
- 1931 — Две ночи и утро / Zwischen Nacht und Morgen — отец
- 1931 — Секретная служба / Im Geheimdienst — глава спецслужбы
- 1932 — Секретный агент / Der Geheimagent — профессор Манаган
- 1932 — / Mensch ohne Namen — судья
- 1932 — / Das erste Recht des Kindes
- 1932 — Тренк / Trenck — Der Roman einer großen Liebe — барон фон дер Гольц[нем.]
- 1932 — Фредерика / Friederike — капитан Кнебель
- 1932 — Белый демон / Der weiße Dämon — врач
- 1932 — / An heiligen Wassern — Петер Вальдиш
- 1933 — / Morgenrot — капитан Кольх
- 1933 — Марафонский бегун / Der Läufer von Marathon
- 1933 — / Die Nacht im Forsthaus — Бергман, бургомистр
- 1933 — Иуда из Тироля / Der Judas von Tirol — Кройцвирт
- 1933 — / Hochzeit am Wolfgangsee — бургомистр Санкт-Вольфганга
- 1934 — / Der Schimmelreiter — Oberdeichgraf
- 1934 — / Zu Straßburg auf der Schanz — Якоб Русти
- 1934 — / Der ewige Traum — отец Марии
- 1934 — Последний вальс / Der letzte Walzer — генерал Дымов
- 1935 — Регина / Regine — Келлер, отец Регины
- 1935 — / Der stählerne Strahl — нотариус
- 1935 — / Hundert Tage — Блюхер
- 1935 — / Die selige Exzellenz — граф Зеефельд, обергофмейстер
- 1935 — Семья Шимек / Familie Schimek — Gerichtsvorsitzender
- 1935 — Скандал во флигеле / Krach im Hinterhaus — Amtsgerichtsrat Müller
- 1935 — / Das Mädchen vom Moorhof — Amtmann Gerhart
- 1936 — Марта / Martha — сэр Дарем
- 1936 — / Waldwinter — Der Förster
- 1936 — / Neunzig Minuten Aufenthalt — Kriminalkommissar Winkler
- 1937 — / Der Etappenhase — майор Гроте
- 1937 — / Das schöne Fräulein Schragg — Landrat Schragg
- 1937 — Мадам Бовари / Madame Bovary — Huret
- 1937 — При закрытых дверях / Unter Ausschluß der Öffentlichkeit — Gerichtsvorsitzender
- 1937 — / Die Korallenprinzessin — Вукович, отец Марко
- 1937 — Серенада / Serenade — сельский врач
- 1938 — / Der Katzensteg — духовник Гёц
- 1938 — Человек, который не может сказать нет / Der Mann, der nicht nein sagen kann — полковник, отец Матильды
- 1938 — / Heiratsschwindler — Франц Бушко
- 1938 — Баллада / Ballade — Паузин
- 1938 — / Maja zwischen zwei Ehen — доктор Буркхардт
- 1938 — / Steputat & Co. — Gerichtsvorsitzender
- 1938 — / Napoleon ist an allem schuld — мистер Харрисон
- 1938 — Прусская любовная история / Preußische Liebesgeschichte — генерал фон Гнайзенау
- 1939 — Именем народа / Im Namen des Volkes
- 1939 — Бессмертное сердце / Das unsterbliche Herz — судья Сикст Хайт
- 1939 — / Der grüne Kaiser — Gerichtsvorsitzender im 2. Prozeß
- 1939 — / Menschen vom Varieté — театральный врач
- 1939 — Женщина без прошлого / Die Frau ohne Vergangenheit
- 1939 — / Die barmherzige Lüge — профессор Нойман
- 1939 — Золотая маска / Die goldene Maske — пожилой господин
- 1939 — Роберт Кох, победитель смерти / Robert Koch, der Bekämpfer des Todes — профессор Эрнст фон Бергман
- 1939 — / D III 38 — земской врач
- 1939 — Путешествие в Тильзит / Die Reise nach Tilsit — Эрвин Борман
- 1939 — Освобождённые руки / Befreite Hände — Gutsbesitzer von Erken
- 1940 — Коту под хвост / Für die Katz' — Großbauer Gerd Tapken
- 1940 — / Das Fräulein von Barnhelm — мельник Виллиг
- 1940 — Сердце королевы / Das Herz der Königin — английский генерал
- 1940 — Бисмарк / Bismarck — генерал фон Манштейн
- 1941 — / Kopf hoch, Johannes! — инспектор
- 1941 — Дядюшка Крюгер / Ohm Krüger — генерал Кронье
- 1941 — «Штуки» / Stukas — Geheimrat (Chefarzt im Heimatlazarett)
- 1941 — Аннели / Annelie — Sanitätsrat Heberlein
- 1942 — Рембрандт / Rembrandt — Ratsherr van Straaten
- 1942 — Андреас Шлютер / Andreas Schlüter — Нойман
- 1943 — Мюнхгаузен / Münchhausen — отец Мюнхгаузена
- 1943 — / Gefährtin meines Sommers — старик Ринк, отец Ангелики
- 1943 — Когда цветёт молодой виноград / Wenn der junge Wein blüht — Петерсен
- 1943 — / Ein glücklicher Mensch — медик
- 1944 — / Um neun kommt Harald
- 1944 — / Der Verteidiger hat das Wort — Vorsitender
- 1944 — / Meine vier Jungens — врач
- 1944 — Филармония / Philharmoniker — врач
- 1945 — Актёр-кукольник / Der Puppenspieler
- 1948 — И снова 48 / Und wieder 48 — отец Альтхаус
- 1950 — Поручение Хёглера / Der Auftrag Höglers — Hufland (в советском прокате «Тайное поручение»)
- 1950 — Земмельвейс — спаситель матерей / Semmelweis — Retter der Mütter — профессор Рокитанский
- 1950 — Ребята из Кранихзее / Die Jungen vom Kranichsee — завуч Бухгольц
- 1951 — Зонненбруки / Die Sonnenbrucks — профессор Вальтер Зонненбрук (в советском прокате — «История одной семьи»)
- 1951 — Верноподданный / Der Untertan — Buck sen.
- 1952 — Обречённое село / Das verurteilte Dorf — сельский священник (в советском прокате — «Непрошенные гости»)
- 1953 — Анна Сусанна / Anna Susanna
- 1954 — Опасный груз / Gefährliche Fracht — консул Шрёдер
- 1955 — Исцеление / Genesung — профессор Бехайм (в советском прокате — «Любовь и долг»)
- 1956 — Тайные браки / Heimliche Ehen — Хиллебрандт
- 1958 — Эмилия Галотти / Emilia Galotti — Камилло Рота, один из советников принца
- 1958 — Песня матросов / Das Lied der Matrosen — Гинденбург

## Награды
- 1950 — Национальная премия ГДР
- 1953 — Национальная премия ГДР
- 1955 — премия Гёте (Берлин)
- 1959 — Национальная премия ГДР
- 1977 — приз кинофестиваля в Карловых Варах («Зонненбруки»)

## Сочинения
- Mein Leben und meine Zeit, Bd 1 — 2. В., 1947.